# Barbara Schabowska
Barbara Schabowska (ur. 1984 w Warszawie) – polska dziennikarka radiowa i telewizyjna, menedżer kultury, w latach 2017–2019 dyrektor TVP Kultura, od 2019 zastępca dyrektora, a następnie p.o. dyrektora Instytutu Adama Mickiewicza. W latach 2020–2024 dyrektor Instytutu Adama Mickiewicza.

## Życiorys

### Edukacja
Ukończyła studia magisterskie w Instytucie Filozofii Uniwersytetu Warszawskiego oraz studia podyplomowe Master of Business Administration w Warszawskiej Wyższej Szkole Biznesu. Jest także absolwentką klasy fletu poprzecznego Prywatnej Szkoły Muzycznej II st. pod patronatem Chrześcijańskiego Stowarzyszenia Muzyków „Missio Musica”.

### Kariera zawodowa
W latach 2007–2017 była dziennikarką Programu II Polskiego Radia, w którym przygotowywała i prowadziła audycje o tematyce kulturalnej, filozoficznej i społecznej, m.in. „Spotkania po zmroku”, „O wszystkim z kulturą” czy „Innymi słowy”. Kierowała „Wiadomościami kulturalnymi”, była także wydawcą audycji „Five o′clock”. Wspólnie z Mateuszem Matyszkowiczem prowadziła program „W tyglu kultury”, z kolei z profesorem Robertem Piłatem prowadziła autorską audycję „Rachunek myśli”. Zrealizowała również wiele reportaży, m.in. cykl „Głosy Solidarności” (z okazji 35. rocznicy Sierpnia ′80).
Od 2016 związana ze stacjami telewizyjnymi TVP1 i TVP Kultura, gdzie od kwietnia 2016 do czerwca 2017 odpowiadała za treści merytoryczne programu „Pegaz”, który współprowadziła z Jerzym Kisielewskim. Od maja do sierpnia 2017 prowadziła w TVP Kultura program „Studio Kultura Rozmowy”. Od czerwca do września 2017 kierowała redakcją kultury klasycznej w TVP Kultura, zaś we wrześniu 2017 objęła kierownictwo tej stacji.
W 2018 została członkinią Rady Programowej Instytutu Książki.
6 maja 2019 objęła funkcję zastępcy dyrektora Instytutu Adama Mickiewicza, a we wrześniu 2019 powierzono jej obowiązki dyrektora. 9 czerwca 2020 została mianowana dyrektorem tej instytucji. W czerwcu 2023 otrzymała nominację na kolejną kadencję. 30 kwietnia 2024 zakończyła pełnienie tej funkcji.
W 2023 otrzymała nagrodę ZAiKS-u za propagowanie polskiej muzyki współczesnej.